# Ptygura linguata
Ptygura linguata är en hjuldjursart som beskrevs av John R. Edmondson 1939. Ptygura linguata ingår i släktet Ptygura och familjen Flosculariidae. Inga underarter finns listade i Catalogue of Life.